# Янкул Хрельовски
Янкул Хрельовски (18ти век) е български учител, граматик и книжовник дамаскинар представител на Рилската книжовна школа с център Рилския манастир живял и творил в село Хрельово, Самоковско (днешното с. Рельово, Софийска област). През тази епоха се води интензивна книжовна дейност в „някои от селищата на самоковската епархия, като в близкото до гр. Самоков с. Рельово през 1754–1755 г. пребивава рилският книжовник Йосиф Брадати. По това време в селището работи и книжовникът Янкул Хрельовски, който под влиянието на Йосиф ревностно преписва някои негови произведения“. Янкул, сред книжовниците преписвали от Йосиф Брадати, го е правил най-прецизно придържайки се строго към оригинала, като е преписвал включително и личните му бележки. „Предполага се, че преди това Янкул учи в Самоков и в Рилския манастир, след което се установява в Рельово. Досега са известни две негови произведения, представляващи обемисти сборници с трудове на други автори, които той сам подбира и преписва“. През втората половина на XVIII в. Янкул става автор на множество сборници. „По-рано, през 1738 г., пак там в същото село Рельово поп Вуче вече е оставил за нас своята летописна приписка.“ Днес са запазени два ръкописа на Янкул Хрельовски съхранявани в Народната библиотека в София под № 689 и № 690, и обемат около 1050 листа.
„Изпълнени с поучително съдържание и написани на достъпен за тогавашния читател български език, сборниците на Янкул Хрельовски допринасят за просвещаването на широк кръг читатели по онова време.“ Янкул Хрельовски, който е съвременник на Паисий Хилендарски, e радетел за широка народна просвета и за запазване на вярата и народността. Благодарение на народни будители като даскал Янкул Хрельовски, Стоян от Трявна, даскал Недялко, Йосиф Брадати и поп Стойко (Софроний Врачански) отново изгрява „българската държава на духа". Така настъпва зората на българското национално Възраждане.

## Памет
На Янкул Хрельовски е наречена улица в квартал „Кръстова вада“ в София (Карта).